# Гунбин, Аркадий Леонидович
Аркадий Леонидович Гунбин (13 октября 1928, Ленинград — 20 июня 2006, Московская область) — советский военачальник, заместитель начальника штаба 1-й армии ПВО Особого назначения ордена Ленина Московского округа ПВО (1975—1986), генерал-майор.

## Биография
Родился 13 октября 1928 года в городе Ленинград (ныне — Санкт-Петербург).
В 1946 году окончил 10 классов 9-й специальной артиллерийской школы в Ленинграде и поступил в Тбилисское горно-артиллерийское училище имени 26 Бакинских комиссаров, которое окончил в 1949 году.
В 1949—1953 годах — командир взвода, командир взвода школы сержантского состава, а в 1953—1954 годах — помощник начальника штаба по строевой части 30-го армейского истребительного противотанкового артиллерийского полка 38-й армии Прикарпатского военного округа. В августе 1954 года направлен в распоряжение главного командования Войск ПВО страны.
В 1954—1955 годах — начальник строевого отделения, в 1955—1958 годах — старший офицер строевого отдела, а в 1958—1959 годах — офицер оперативного отдела штаба 6-го корпуса ПВО особого назначения 1-й армии ПВО Особого назначения (1А ПВО ОсН) Московского округа ПВО (штаб корпуса — в деревне Чёрное Балашихинского района Московской области. В 1959 году поступил в Военную командную академию ПВО (ныне — Военная академия воздушно-космической обороны имени Маршала Советского Союза Г. К. Жукова) в городе Калинин (ныне — Тверь), которую окончил в 1963 году.
В 1963—1967 годах — начальник штаба — заместитель командира, а в 1967—1972 годах — командир 628-го зенитного ракетного полка 1-го корпуса ПВО особого назначения 1А ПВО ОсН (штаб полка — в деревне Торбеево Ступинского района Московской области).
В 1972—1975 годах — начальник отделения службы войск штаба 1А ПВО ОсН. С декабря 1975 по май 1986 года — заместитель начальника штаба 1-й армии ПВО Особого назначения ордена Ленина Московского округа ПВО.
Проработав в должности заместителя начальника штаба армии свыше 10 лет, неоднократно исполнял обязанности начальника штаба, в том числе и длительное время (в 1980-1981 годах).
Являясь одним из руководителей штаба 1-й армии ПВО особого назначения, принимал участие в перевооружении 56 зенитных ракетных полков армии на зенитные ракетные комплексы (ЗРК) нового поколения С-300, которые 1 июля 1982 года заступили на боевое дежурство по охране воздушных рубежей столицы СССР — города Москвы. 7 сентября 1982 года войсковые части, оснащённые новыми ЗРК, выполнили боевые стрельбы в ходе тактических учений на полигоне Капустин Яр.
Указом Президиума Верховного Совета СССР от 18 ноября 1982 года за успешное освоение новой техники и высокие показатели в боевой подготовке 1-я армия ПВО Особого назначения награждена орденом Красного Знамени и стала именоваться Краснознамённой.
Заместитель командующего 1-й армией ПВО особого назначения по боевой подготовке (в 1977—1985 годах) генерал-майор Александр Горелкин в своих воспоминаниях высоко отзывался о профессиональных и человеческих качествах А. Л. Гунбина, сравнивая его с героем обороны Порт-Артура генерал-майором Р. И. Кондратенко.
С мая 1986 года генерал-майор А. Л. Гунбин — в запасе (по болезни).
Жил в Балашихе. Умер 20 июня 2006 года. Похоронен в Москве на Николо-Архангельском кладбище.
Воинские звания:
- полковник (1970);
- генерал-майор артиллерии (30.10.1981);
- генерал-майор (26.04.1984).

## Награды
- орден Красной Звезды;
- медали СССР.